# コルプ

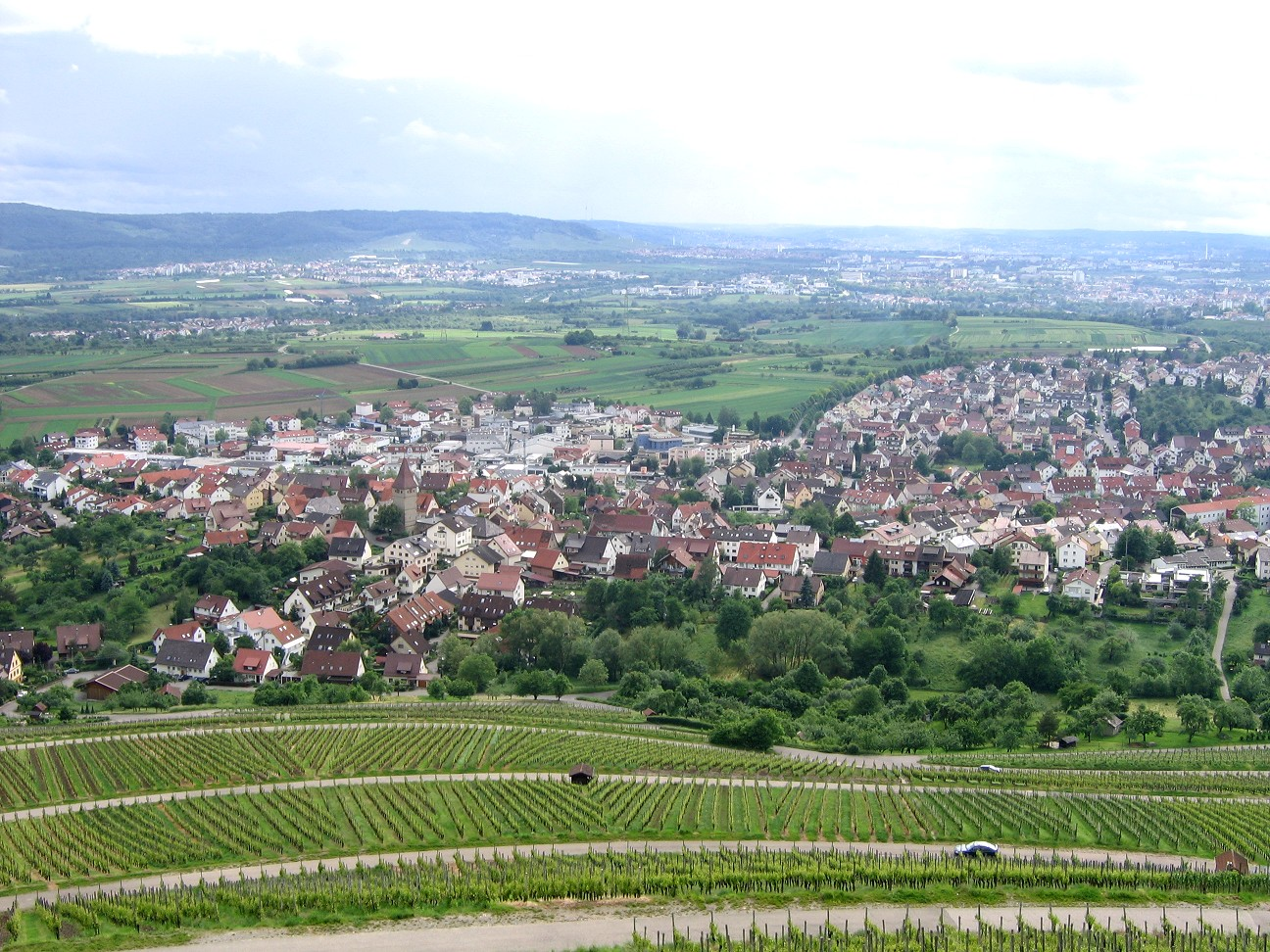
コルプ遠望

コルプ (ドイツ語: Korb, ドイツ語発音: [kɔrp]) はドイツ連邦共和国バーデン＝ヴュルテンベルク州レムス＝ムル郡に属す町村（以下、本項では便宜上「町」と記述する）である。この町は、シュトゥットガルト地方（1992年まではネッカー中流域）およびシュトゥットガルト大都市圏に属す。

## 地理

### 位置
コルプは、ヴァイブリンゲンの北東に接し、レムスタール辺縁部のブオヒャー高地に位置している。集落周辺は農業が主体である。果樹栽培の他に、ワイン造りが盛んで、ゾンマーハルデ、コルバー・コプフ、ベルク、ヘルンレ、シュタイングリュプレといった地区でブドウが栽培されている。

### 自治体の構成

#### コルプ
自治体コルプは、コルプとクラインヘパハの2つの集落で構成されている。シュタインライナハはコルプに編入され、1936年に住宅地となった。

#### クラインヘパハ
かつて独立した町村だったクラインヘパハは1972年に合併した。クラインヘパハ地区には、離れた集落ホーフシュタットが含まれる。クラインヘパハは、地区議会と地区代表を有する、バーデン＝ヴュルテンベルク州市町村法が規定する「オルトシャフト」を形成している。

### 土地利用
| 土地用途別面積 | 面積 (km2) | 占有率 |
| -------------- | ---------- | ------ |
| 住宅地         | 1.06       | 12.6 % |
| 産業用地       | 0.25       | 3.0 %  |
| レジャー用地   | 0.11       | 1.3 %  |
| 交通用地       | 1.01       | 11.9 % |
| 農業用地       | 4.10       | 48.5 % |
| 森林           | 1.47       | 17.4 % |
| 水域           | 0.05       | 0.7 %  |
| その他の用地   | 0.40       | 4.7 %  |
| 合計           | 8.45       |        |

出典: Statistisches Landesamt Baden-Württemberg

### 隣接する住宅地「コルバー・ヘーエ」
高層住宅地コルバー・ヘーエ (Korber Höhe) は、その名称とは異なり、コルプ (Korb) の町域に直接接するヴァイブリンゲンの市域にある。

## 歴史

### 古代史
コルプとその周辺には数万年前から定住がなされており、数多くの出土品がコルプ＝クラインヘパハ石器時代博物館に展示されている。旧石器時代中期（約5万年前）、旧石器時代後期（約2万年前）、中石器時代、新石器時代前・中・後期の、たとえば、線帯文文化、レセナー文化、縄目文土器文化（紀元前4500年から2000年）、青銅器文化（紀元前1700年頃）の出土品がコルプやクラインヘパハが原始時代から定住地であったことを証明している。

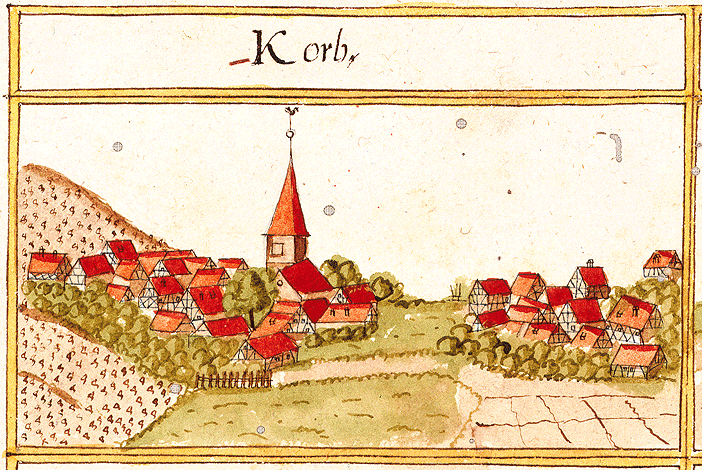
アンドレアス・キーザーの1685年の森林登録簿に描かれたコルプ

### 中世
続くケルト・ローマ時代にはコルプから直接の出土品はなくなり、周辺地域（シュールヴァルトやヴァイプインゲン）から出土する。これまで知られている最初の文献記録は、1270年に作成されたものである。1270年のエスリンガー文書に、エスリンゲンの病院がシュタインハイム (ムル) の女子修道院からコルプの土地を取得したと記載されている。1389年にエスリンゲンの住民が村の半分を所有していたことが記録されているが、この人物がヴィルテンベルク家のエーバーハルト2世ではないかという議論がなされている。1494年に全村とシュタインライナハはヴィルテンベルク家に属していたことが記録されている。その後数世紀の間コルプとその住民は波乱の時代を過ごした。
1618年から1648年の三十年戦争の間にコルプはひどい貧窮に陥り、一時（1636年から1638年）は無人となった。多くの家屋が破壊され、その後撤去され、ヴァイブリンゲンやその周辺の新しい家屋に転用された。農民蜂起（1514年のレムスタールの「貧しいコンラート」、1525年には全国に拡大したドイツ農民戦争）やフランス人の侵入（1797年）はコルプを苦しめずにはおかなかった。
こうしたすべての世紀を通じてワインは農民にとって大きな役割を果たした。それは実質的に、主たる収入源であり、同時に多くの税がかけられてもいた。

### 家族の歴史
三十年戦争でこの村は大幅な人口減少に苦しめられた。数少ない家族は、時には逃亡することで助かった。ジンガー家は村に戻った後、この村最大の家族となった。現在のジンガー家の始祖は、1573年に生まれたエザイアス・ジンガーである。

### 近世/近代
世紀の変わり目頃の工業化は、恐ろしいブドウネアブラムシの襲撃と結びついており、レムスタールのすべてのブドウ畑が切り払われ、ブドウを燃やさなければならなかった。これによりコルプは現在の、良質なインフラを有する住宅地へ変化した。

### クラインヘパハの合併
1972年1月1日にクラインヘパハが合併した。

## 住民

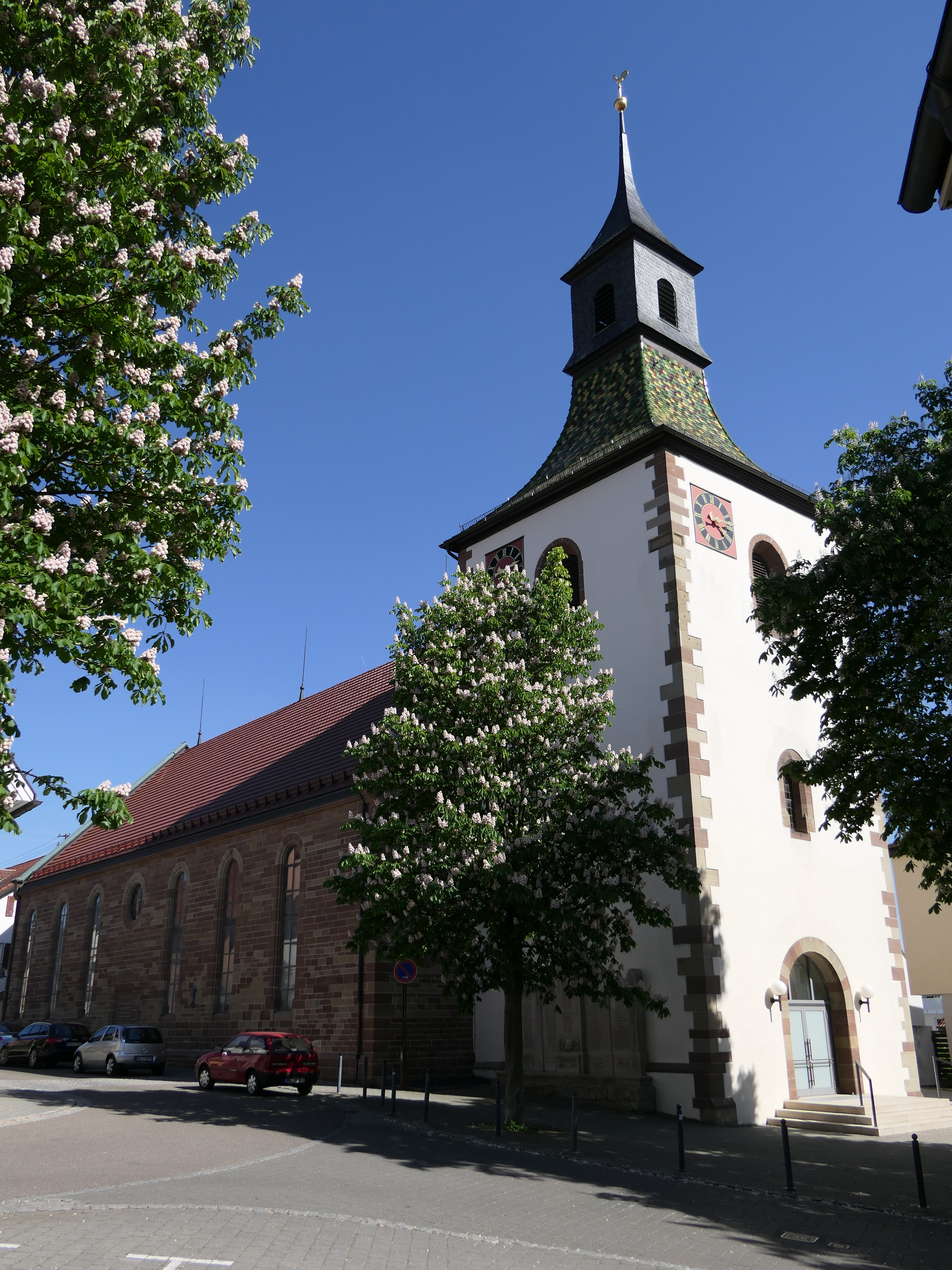
コルプの福音主義教会

### 宗教
1535年の宗教改革実施以後、コルプでは福音主義ルター派が主流である。教会はヴァイブリンゲン教会管区に属す。
1966年からカトリックの聖ヨハネス教会が存在する。
この他に新使徒派教会もコルプに存在する。

## 行政

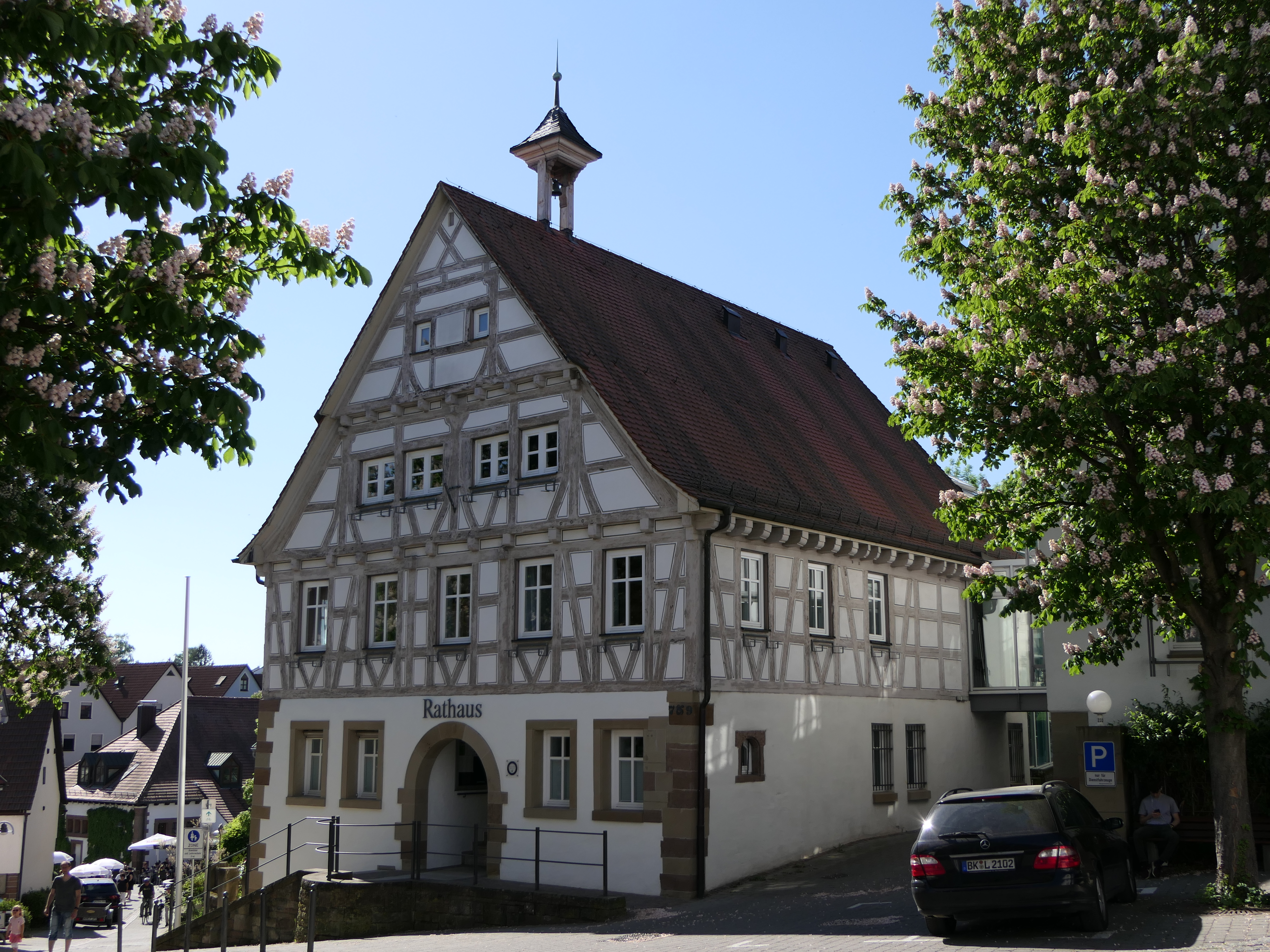
コルプの町役場

### 首長
2017年3月12日の選挙でヨーヒェン・ミュラー（無所属）は、60.91 % の票を獲得し、4期目の当選を果たした。対立候補のマンフレート・ハインリヒの得票率は 32.12 %、フランク・リーグラーのそれは 6.67 % であった。この選挙の投票率は 47.43 % であった。

### 議会
コルプの町議会は、選挙で選出された 18人の名誉職の議員と、議長を務める町長で構成されている。町長は町議会で投票権を有している。

### 紋章
図柄: 左右二分割。向かって左は金地に青いブドウの房。向かって右は青地に金のミツバチの巣箱 (ドイツ語: Bienenkorb)。

### 姉妹自治体
コルプは以下の自治体と姉妹自治体協定を締結している。
- マトライ・イン・オストチロル（ドイツ語版、英語版）（オーストリア、チロル州）1974年
- マンル（フランス語版、英語版）（フランス、シャラント県）1989年
- シュタイナハ (テューリンゲン)（ドイツ語版、英語版）（ドイツ、テューリンゲン州）1991年

## 文化と見所

### ヴュルテンベルク・ワイン街道
コルプは、数多くの見所に縁取られたヴュルテンベルク・ワイン街道沿いに位置している。

### 演劇
町立ホールでは、ほぼ毎月のように客演の演劇公演が行われている。

### 博物館、芸術作品
クラインヘパハ地区には石器時代博物館が設けられている。この建物はかつて役場が入居していた。この博物館は、氷期にまで遡る重要な郷土文化資料の私的コレクションや、18世紀から20世紀の工芸作品や民芸品のコレクションを有している。
1353年に建設が始まった福音主義教会と1480年建造の教会堂には、ハンス・ゴットフリート・フォン・シュトックハウゼンのステンドグラス作品がある。
毎年入れ替えされる屋外展示の周遊路「ケプフェ・アム・コルバー・コプフ」はハンヴァイラー・ザッテルを起点としている。

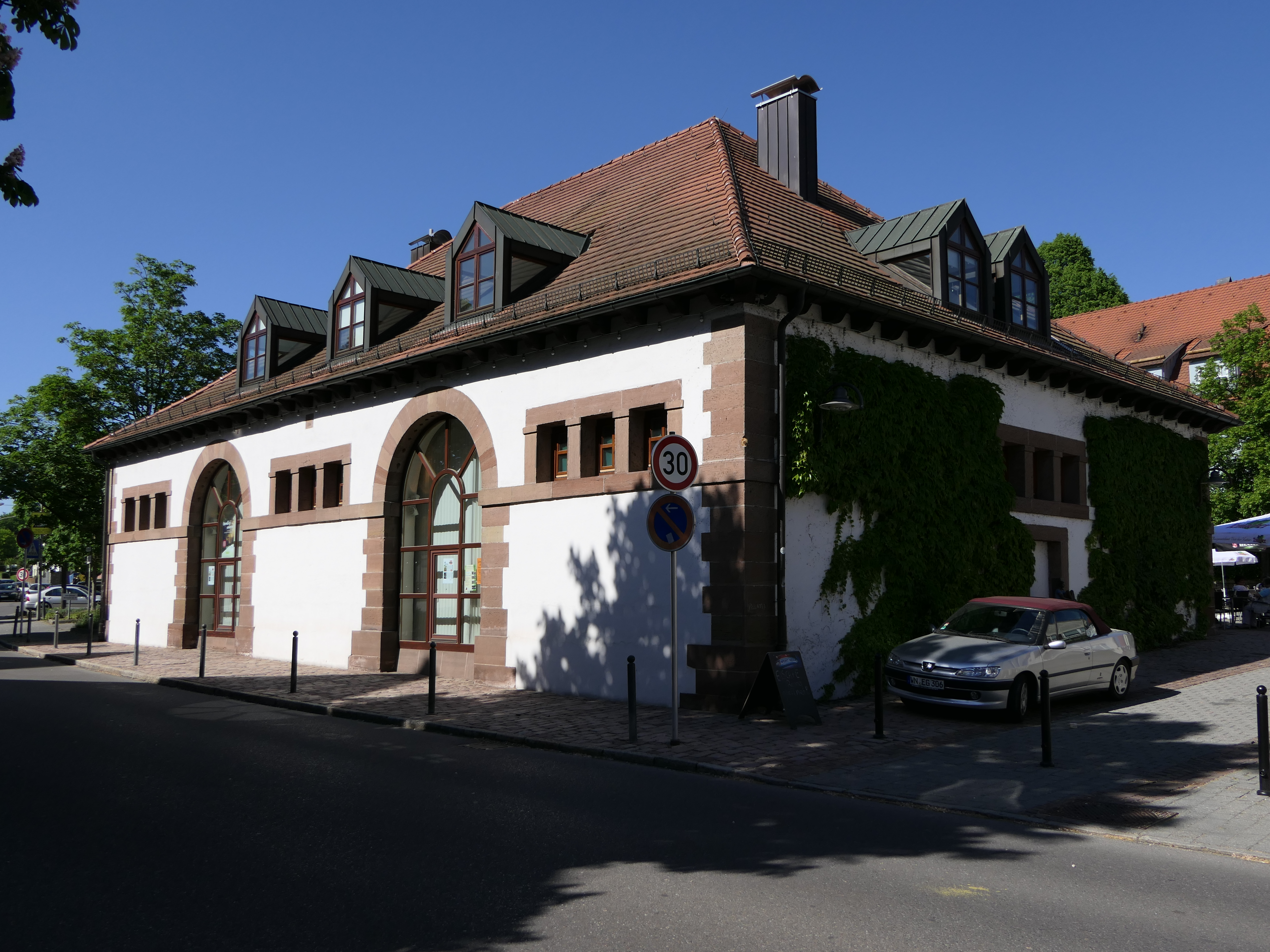
コルプの古いブドウ絞り所

### 建築
歴史的旧市街は、1832年建造の福音主義教会によって特徴付けられる。この教会は、1500年に建設された先代の教会から塔を受け継いでいる。この塔は1707年の2度目の火災以後、現在のバロック建築となった。そのほぼ真向かいに旧町役場がある。14世紀に建てられたブルリングス広場の古い家屋は1656年に町役場となり、現在も町の行政機能の一部が利用している。1951年に木組みが露出された。やや離れた場所に、歴史的なブドウ農場主の館と古いブドウ絞り所があるケルター広場が位置している。

### 自然文化財
コルプのブドウ山の上に、ベルクホイスレ、クラインヘパハー・コプフ、ヘルンレスコプフの3つのピークを持つ山コルバー・コプフ (456.8 m) がある。この山には遊歩道が整備されている。また、コルプのブドウ山には地理の学習路が設けられている。シュヴァイクハイムに向かう谷には果樹栽培をテーマにしたドルンハウの果樹栽培学習路がある。

### スポーツ
2015年に女子ハンドボールチームがハンドボール＝リーガ3部に昇格した SC コルプは広く知られている。

## 経済と社会資本

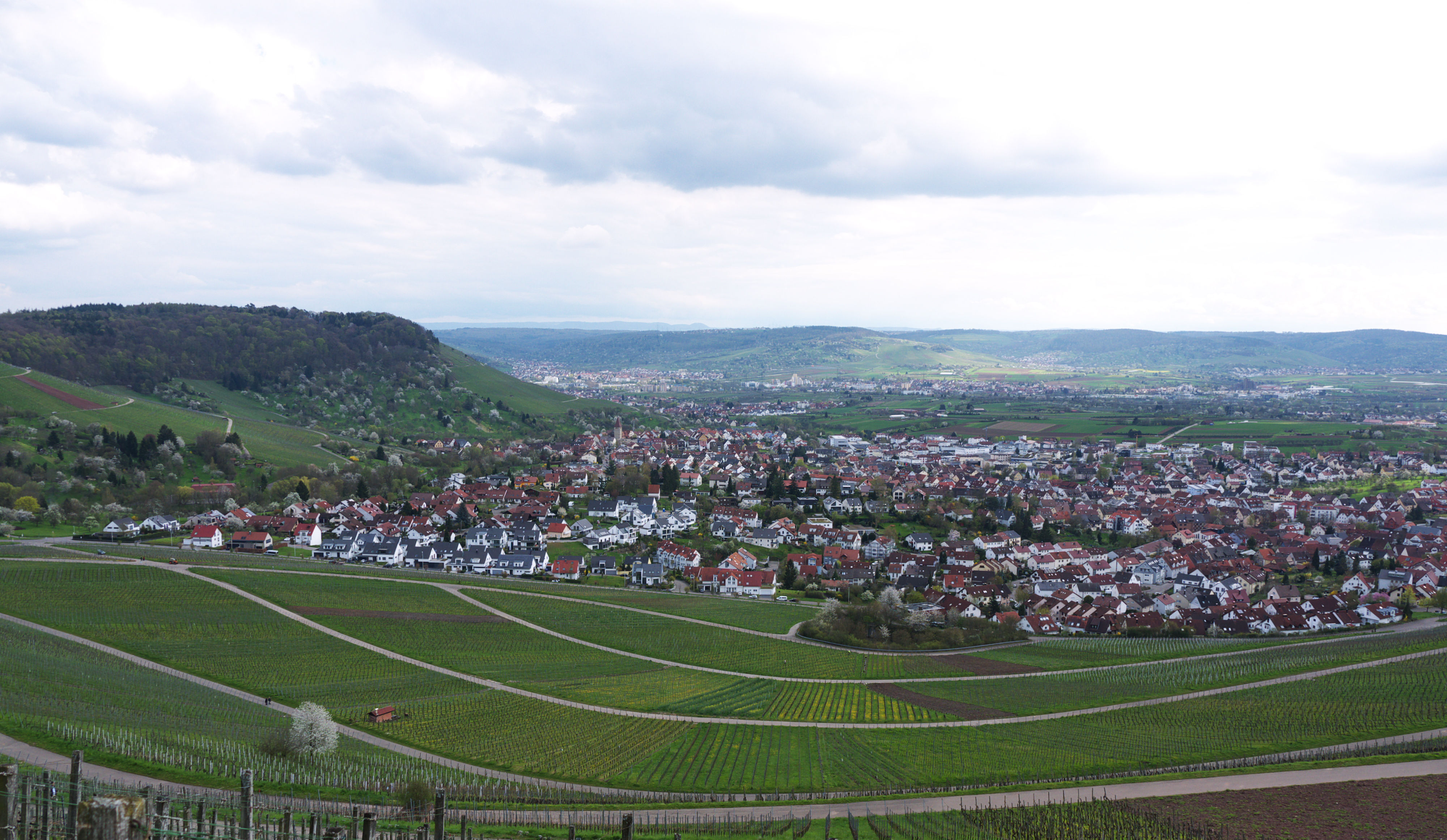
コルバー・コプフ南斜面のブドウ畑

### ブドウ栽培
コルプはワイン造りの町であり、ヴュルテンベルクのワイン醸造地域では、レムスタール＝シュトゥットガルト地域のコプフ大地区に属す。

### 交通
コルプは連邦道 Ｂ14号線（シュトッカハ - シュトゥットガルト - ヴァイブリンゲン - ヴィネンデン - バックナング - シュヴェービッシュ・ハル - ニュルンベルク - ヴァイトハウス）によって広域道路網に接続している。コルプへはヴァイブリンゲン北/コルプ・インターチェンジを利用する。北からコルプへ入るには、多くは、アウトバーン A81号線のムンデルスハイム・インターチェンジから州道 L1115号線を経由してバックナングへ、さらにB14号線を経由する。
カーブの多い脇道がハンヴァイラー・ザッテルを越え、ヴィネンデンと直接つないでいる。
頻繁に運行されているバス路線が、コルプとヴァイブリンゲン駅、およびクラインヘパハを経由してヴァインシュタット市のエンダースバッハ駅とを結んでいる。

### 地元企業
コルプには多くの企業が進出しており、比較的多くの企業税が得られている。全国的に有名なクレット教科書出版は、ここに工場を有している。

### 教育
コルプには、ヴェルクレアルシューレを有する基礎課程・本課程学校（ケプラーシューレ）がある。ケプラーシューレはバーデン＝ヴュルテンベルク州で最初の学校の1つで、2012年からゲマインシャフツシューレになっている。
さらにクラインヘパハ地区にも基礎課程クラスを併設している基礎課程学校（ウルバンシューレ）がある。
幼児には、町立 2園、福音主義ルター派 3園、ローマ＝カトリック 1園の幼稚園がある。私立学園コルバー・ヴィンデルフリッツァーは乳児のための託児所を運営している。ケプラーシューレは、授業後17時まで児童を保護する活動を行っている。
ウンテーレス・レムスタール市民大学 e.V. はコルプに分校を有している。

## 人物

### 出身者
- マルコ・フリッツ （ドイツ語版、英語版）（1977年 - ）サッカー審判員

## 関連文献
- Gottlob Ernst (1970). Korb Steinreinach. Die Geschichte und Chronik zweier Weinbausiedlungen. Druck Klett
- Jörg Heinrich (2010). Kirchenbuch Korb von 1662 bis 1808 : Abschrift. Berlin: Pro Business. ISBN 978-3-86805-649-5

## 訳注
1. ↑  ヴェルクレアルシューレ (ドイツ語: Werkrealschule) は、ドイツ内でもバーデン＝ヴュルテンベルク州特有の学校形態で、本課程学校の第9または第10学年修了の生徒から選抜で第10学年以降の中等教育クラスに進学できる制度およびその課程